# Железнодорожные злодеи
«Железнодорожные злодеи» (англ. The Train Wreckers) — американский короткометражный драматический фильм Эдвина Портера.

## Сюжет
Фильм рассказывает об отношениях инженера-железнодорожника и дочери стрелочника, которые почти закончились в результате разрушительных поездов, которые оставили её на путях. Инженер попытается спасти свою возлюбленную.

## В ролях
| Актёр                 | Роль    |
| --------------------- | ------- |
| Брончо Билли Андерсон |         |
| Маргарет Иллингтон    | женщина |